# ایگور اولشانتسکی
ایگور اولشانتسکی (عبری: איגור אולשנצקי‎؛ زادهٔ ۱۶ فوریهٔ ۱۹۸۶) یک وزنه‌بردار اهل اسرائیل است.
وی وزن ۱۰۵+ کیلوگرم مردان در بازی‌های المپیک تابستانی ۲۰۱۶ حاضر بود.